# Matt Lucena
Matt Lucena (n. 4 de agosto de 1969 en Chico, California, Estados Unidos es un exjugador de tenis estadounidense que ganó un título de dobles en su carrera. Fue campeón de dobles mixto en el US Open en 1995.

## Torneos de Grand Slam

### Campeón Dobles Mixto (1)
| Año  | Torneo  | Pareja           | Oponentes en la final    | Resultado |
| 1995 | US Open | Meredith McGrath | Gigi Fernández Cyril Suk | 6-4 6-4   |